# Ensisheim-meteoriet

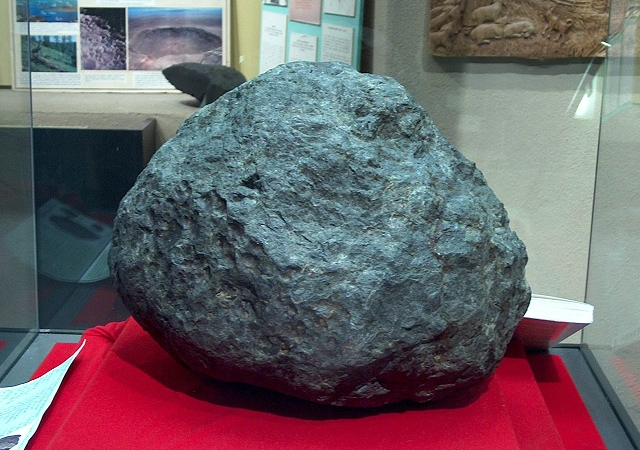
De Ensisheim-meteoriet in het Musée de la Régence

De Ensisheim-meteoriet is een meteoriet die op 7 november 1492 neerstortte nabij Ensisheim in de Elzas. Het is de oudste gedocumenteerde inslag van een meteoriet in Europa waarvan de meteoriet is gevonden en bewaard gebleven.

## Geschiedenis

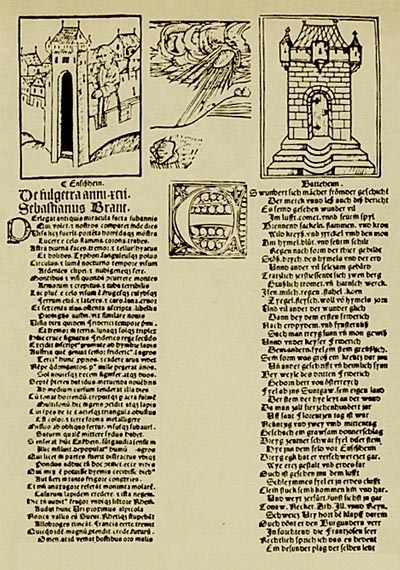
Vlugschrift van Sebastian Brant (1492)

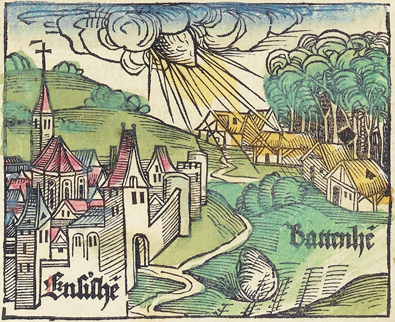
De meteoriet in de Kroniek van Neurenberg (1493)

De meteoriet viel tussen 11 en 12 u 's middags in een veld nabij Ensisheim en groef een gat van een meter diep. De inslag veroorzaakte een geluidsgolf die hoorbaar was in heel de Elzas tot in Zwitserland, Lotharingen en Bourgondië.
Een kind had de inslag waargenomen en al snel stroomden dorpsbewoners toe die stukken van de meteoriet probeerden te verzamelen. Uiteindelijk kwam de baljuw ter plaatse die de meteoriet in bewaring nam en liet meenemen naar het kasteel van Ensisheim. Binnen een paar weken verschenen gedrukte vlugschriften (Flugblätter) over de "dondersteen van Ensisheim" van de hand van Sebastian Brant (1458-1521). Eind november kwam Maximiliaan van Oostenrijk aan in Ensisheim, dat de hoofdstad was van het Habsburgse Voor-Oostenrijk, om de meteoriet te bezichtigen. De inslag werd gezien als een gunstig voorteken en Maximiliaan nam twee stukken van de meteoriet mee. Eind 1493 publiceerde Brant nieuwe vlugschriften waarin de inslag bij Ensisheim wordt gezien als een voorteken voor de overwinning van Maximiliaan in de Slag bij Dournon op 17 januari 1493 tegen een Frans leger. De inslag werd nog verschillende keren afgebeeld in etsen in de 15e en de 16e eeuw, ook door Albrecht Dürer die de vallende meteoriet in de hemel zelf had gezien.
Maximiliaan schonk de meteoriet aan de stad en hij werd opgehangen in de kerk van Ensisheim. Alle hoogwaardigheidsbekleders die de plaats bezochten, stopten om de meteoriet te bekijken en kregen soms ook een stuk mee. Zo raakten stukken van de meteoriet verspreid over allerlei steden in Europa: Parijs (een stuk van 8 kg in het Muséum national d'Histoire naturelle), Londen (in het British Museum), Wenen of Sint-Petersburg.
In 1795 werd de meteoriet meegenomen naar Colmar maar in 1805 werd hij teruggebracht naar Ensisheim. De meteoriet wordt er bewaard in het Palais de la Régence, waar het Musée de la Régence is ingericht.

## De meteoriet
De meteoriet is een chondriet en woog oorspronkelijk ongeveer 130 kg. Het stuk bewaard in Ensisheim weegt nog maar 55 kg. De meteoriet bestaat uit silicium (40%), ijzer (20%), aluminium (17%), magnesium (14%) en bevat verder ook kalk en zwavel.